# SC Condor Hamburg
Der SC Condor von 1956 e. V. ist ein Sportverein mit Sitz in Hamburg. Der Verein wurde am 13. Juli 1956 gegründet und ist mit derzeit 14 unterschiedlichen Sparten im Leistungs- und Breitensports aktiv. Die Vereinsfarben sind Schwarz und Gold. Der SCC versteht sich als traditioneller Stadtteilverein mit einem starken Bezug zu den umliegenden Ortsteilen Farmsen, Berne und Oldenfelde. Zurzeit sind rund 1.700 Mitglieder aktiv (Stand 06/2018).
Die Geschichte des Vereins zeichnet sich seit seiner Gründung durch eine dynamische Entwicklung von Gründungen und Schließungen von unterschiedlichen Sportarten und Sportangeboten für Leistungssportler, Freizeitsportler, Kinder und Senioren aus. Nach Aussage des langjährigen Vorsitzenden Günter Philipp, wurde deswegen auch der Kondor als Namensgeber des Vereins ausgewählt, um durch einen Tiernamen auszudrücken, dass der SC Condor offen für viele Sportarten sei.

## Geschichte
Der SC Condor wurde am 13. Juli 1956 von unzufriedenen Mitgliedern des Farmsener TV gegründet, nachdem dieser lediglich ein Verein für Turner sein wollte und nicht beabsichtigte, eine eigene Fußballsparte zu unterhalten. Heutzutage liegen die Fußballplätze der beiden Vereine unterdessen in untermittelbarer Nachbarschaft auf beiden Seiten des Berner Heerwegs.
Noch im Jahr der Gründung wurden bereits neben der Fußballabteilung die Tischtennis- und die Handball-Sparte eingerichtet.
Im Jahre 1958 wurde zudem Boxen als Sportart aufgenommen sowie ein Jahr später Schach und Basketball. Letztere Sparte wurde jedoch bereits 1963 wieder aufgelöst. 1962 wurde Gymnastik als Sparte etabliert und 1964 die Sparte Kinderturnen. Ein Jahr später, 1965, wurde zudem noch die Radsport-Abteilung gegründet, während die Schach-Abteilung wieder aufgelöst wurde. 1968 kamen die Sparten Ton und Film, und Jedermannsport hinzu.
Im Jahre 1969 erfolgte die Einweihung des heutigen Tennis-Clubhauses, dass sich in direkter Nachbarschaft zu den Fußballplätzen des Farmsener TV neben den Gleisen der U1 der Hamburger Hochbahn befindet. Bis zu diesem Zeitpunkt musste die Tennisabteilung die Plätze der Handball-Sparte mitnutzen. Im gleichen Jahr löste sich nach nur vier Jahren die Radsport-Abteilung auf, ebenso 1970 die Filmsparte.
In den 1970ern wuchs der Verein immer weiter, sodass der SC Condor im Jahre 1972 1000 Mitglieder zählte. Zudem wurden in diesen Jahren zahlreiche weitere Sparten gegründet, wie Volleyball und Bowling (jeweils 1972), Karate (1975), Tanzsport (1976), Eishockey (1977), Judo (1979) und Jazzgymnastik (1980). Ebenso konnten in diesem Jahrzehnt zahlreiche Erfolge im Boxen, wie beispielsweise der Gewinn der Deutschen Boxjugendmeisterschaft im Halbmittelgewicht im Jahre 1974 und der Gewinn der Hamburger- und Norddeutschen Boxmeisterschaft im Jahre 1975, gefeiert werden. In eben jenem Jahr wurde zudem ein Jugend-Box-Länderkampf zwischen der BRD und Dänemark ausgerichtet.
Die Eishockeyabteilung des SC Condor wurde 1977 gegründet und spielte in der viertklassigen Regionalliga. Größter Erfolg war die Qualifikation zur Relegationsrunde zur Oberliga Nord 1978/79. Nach der Saison 1983/84 stellte der Verein, der immer zweite Kraft hinter dem Hamburger SV geblieben war, den Eishockeyspielbetrieb ein.
1983 erfolgte der erste Spatenstich für den Bau des neuen Clubhauses, nachdem der Vorgängerbau einem Brand zum Opfer gefallen war. Das neue Clubhaus am Berner Heerweg 188 wurde am 7. Februar 1984 eingeweiht. Weitere Gründungen und Schließungen von Sparten folgten auch von den achtziger Jahren bis in die Gegenwart: 1985 wurde die Sparte Folklore gegründet, 1987 Badminton und Modern Dance, und 1988 Fitnessgymnastik; aufgelöst wurden währenddessen im Jahre 1985 Eishockey und 1989 Badminton, Folklore und Jazzgymnastik, die somit teilweise nur wenige Jahre bestanden. In den 1990er-Jahren konnten mit der Deutschen Vizemeisterschaft im Weltergewicht 1994 und der Deutschen Meisterschaft im Bowling 1999 sogar nationale Erfolge gefeiert werden.
Seit 2000 setzt sich der Verein für Kooperationen mit Schulen ein, wie beispielsweise mit dem Gymnasium Farmsen. Auch die Gründung und Schließung von Sparten setzte sich im neuen Jahrtausend fort: 2012 wurde die Basketball-Abteilung wieder aktiviert und die Sparten Budjinkan Budo Taijutsu, die nur eine Lebensdauer von zwei Jahren verzeichnete, und Fit and Bounce wurden neu eingerichtet.

## Sportangebot
| - Basketball - Bowling - Boxen - Fußball - Gymnastik - Handball | - Karate - Laufsport - Eltern-Kind Turnen - Modern Dance - Padel Tennis - Seniorensport | - Tanzen - Tennis - Tischtennis - Volleyball - Zirkeltraining |